# Kvish 2
De Kvish 2 of Kvish HaHof (Kustweg) is een hoofdweg in Israël. De weg loopt van Tel Aviv naar Haifa langs de kust van de Middellandse Zee en is 89 kilometer lang. Het deel tussen de stadsgrens van Tel Aviv en Haifa is uitgevoerd als autosnelweg.

## Plaatsen aan de route
- Tel Aviv
- Herzliya
- Ra'anana
- Netanya
- Hadera
- Haifa